# 九龍巴士99R線
九龍巴士99R線是香港一條來往大學站和西貢（北）的巴士路線，祇在星期日及公眾假期提供服務，屬旅遊路線。北區及大埔區的居民可於假日乘搭港鐵到大學站轉乘本線前往西貢區，方便前往十四鄉一帶（屬大埔區）及西貢區郊遊，毋須南下至沙田市中心轉乘299X線。
由開線至2014年11月2日，本線曾是首條取道全段馬鞍山繞道的專營巴士路線及曾不途經任何交通燈號的專營巴士路線。

## 歷史
本線在《2013-2014年度沙田區巴士路線發展計劃》被提出，由九巴建議試行開辦，方便新界北及西貢區居民於假日來往兩地。
上述建議在巴士路線發展計劃中與99及299線的重組計劃（即299線改組為途經馬鞍山繞道的299X線，以及99線延長往恆安）一併提出。然而，本線率先在2013年聖誕節開辦，而其餘兩線則於2014年1月11日才實施重組。
- 2013年12月25日：99R線投入服務[3]。
- 2014年11月9日：來回程改經西沙路，往西貢方向增設海栢花園分站，而往大學站方向則增設馬鞍山市中心分站，同時新增分段收費[4]。
- 2015年7月6日：來回程增設惠民路美德街分站[5]。
- 2015年9月5日：增設到站時間預報。[6]

## 服務時間（詳細班次）
| 星期日及公眾假期 大學站開 | 星期日及公眾假期 大學站開 | 星期日及公眾假期 大學站開 | 星期日及公眾假期 大學站開 | 星期日及公眾假期 大學站開 |
| ------------------------- | ------------------------- | ------------------------- | ------------------------- | ------------------------- |
| 07:30                     | 08:30                     | 09:30                     | 10:30                     | 11:30                     |
| 12:30                     | 13:30                     | 14:30                     | 15:30                     | 16:30                     |
| 17:30                     | 18:30                     | 19:30                     |                           |                           |

| 星期日及公眾假期 西貢（北）開 | 星期日及公眾假期 西貢（北）開 | 星期日及公眾假期 西貢（北）開 | 星期日及公眾假期 西貢（北）開 | 星期日及公眾假期 西貢（北）開 |
| ----------------------------- | ----------------------------- | ----------------------------- | ----------------------------- | ----------------------------- |
| 08:30                         | 09:30                         | 10:30                         | 11:30                         | 12:30                         |
| 13:30                         | 14:30                         | 15:30                         | 16:30                         | 17:30                         |
| 18:30                         | 19:30                         | 20:30                         |                               |                               |

- 本線逢星期一至六不設服務，乘客可以乘搭九龍巴士87K線轉乘九龍巴士99線。

## 收費
全程：$18.2
- 海栢花園往西貢（北）／西澳往大學站：$11.3

| - 本線設有12歲以下小童及65歲或以上長者半價優惠。 - 65歲或以上香港居民使用「樂悠咭」，以及12歲以下合資格殘疾兒童使用「殘疾人士身份」個人八達通繳付車資，均可享有每程$2.0或半價（以較低者為準）的票價優惠；12至64歲合資格殘疾人士使用「殘疾人士身份」個人八達通（包括「樂悠咭」），以及60至64歲香港居民使用「樂悠咭」繳付車資，均可享有每程$2.0或全費（以較低者為準）的票價優惠。 - 65歲或以上長者如使用長者或一般個人八達通繳付車資，則只可享有半價優惠；12至64歲合資格殘疾人士如不使用「殘疾人士身份」個人八達通，以及60至64歲人士如不使用「樂悠咭」繳付車資，必須繳付全費。 - 乘客可以現金或八達通於上車時付款，不設找續。 - 每位成人乘客可免費攜帶最多兩名4歲以下而不佔座位的兒童乘客乘車，超額之4歲以下小童必須繳付小童車費乘車。 - 持有「九巴月票」之乘客在車票有效期內，每日可享最多10程任何九龍巴士及龍運巴士路線（包括本路線，以及聯營路線的九龍巴士／龍運巴士提供的班次；惟乘搭機場「A」及「NA」線則可享原價二七折優惠（不會計算每天10次合資格車程））；而B1線則每日可享最多各2程（不會計算每天10次合資格車程）。 - 九龍巴士、城巴、龍運巴士及陽光巴士全職員工及家屬（不包括外判職員）可免費乘搭本路線，惟必須拍職員或職員家屬八達通。 - 乘客亦可透過多元化電子支付系統（e度嘟）繳付車資，包括使用非接觸式VISA卡、JCB卡、萬事達卡、銀聯卡、美國運通、大來國際、Discover Card、Apple Pay、Google Pay、Samsung Pay、AlipayHK「易乘碼」、支付寶、WeChatHK／微信支付「搭車碼」、銀聯雲閃付「乘車碼」及BOC Pay「乘車碼」。乘客使用此付款方式，使用此支付方式的乘客可享有中途下車之分段收費，以及與其他九巴／龍運獨營路線或聯營線九巴／龍運班次之轉乘優惠，惟不適用於與非九巴／龍運路線之轉乘優惠，亦不能享有「公共交通費用補貼計劃」及「長者及合資格殘疾人士公共交通票價優惠計劃」。 |

## 用車
本線開辦至今，主要由沙田車廠負責派車。用車約2部。2015年5月開始，九龍灣車廠亦加入派車，兩廠派車不定，但通常派出中軸驅動的12米雙層巴士行走。
由於西沙路路面限制，當初兩廠通常只派出11.3米或以下車輛行走本線，亦曾打破限制派出12米用車。於2015年9月28日更一度出現荔枝角車廠用車。在2017年99及299X轉用長車行駛後，本線才開始使用12米用車行走。

## 行車路線

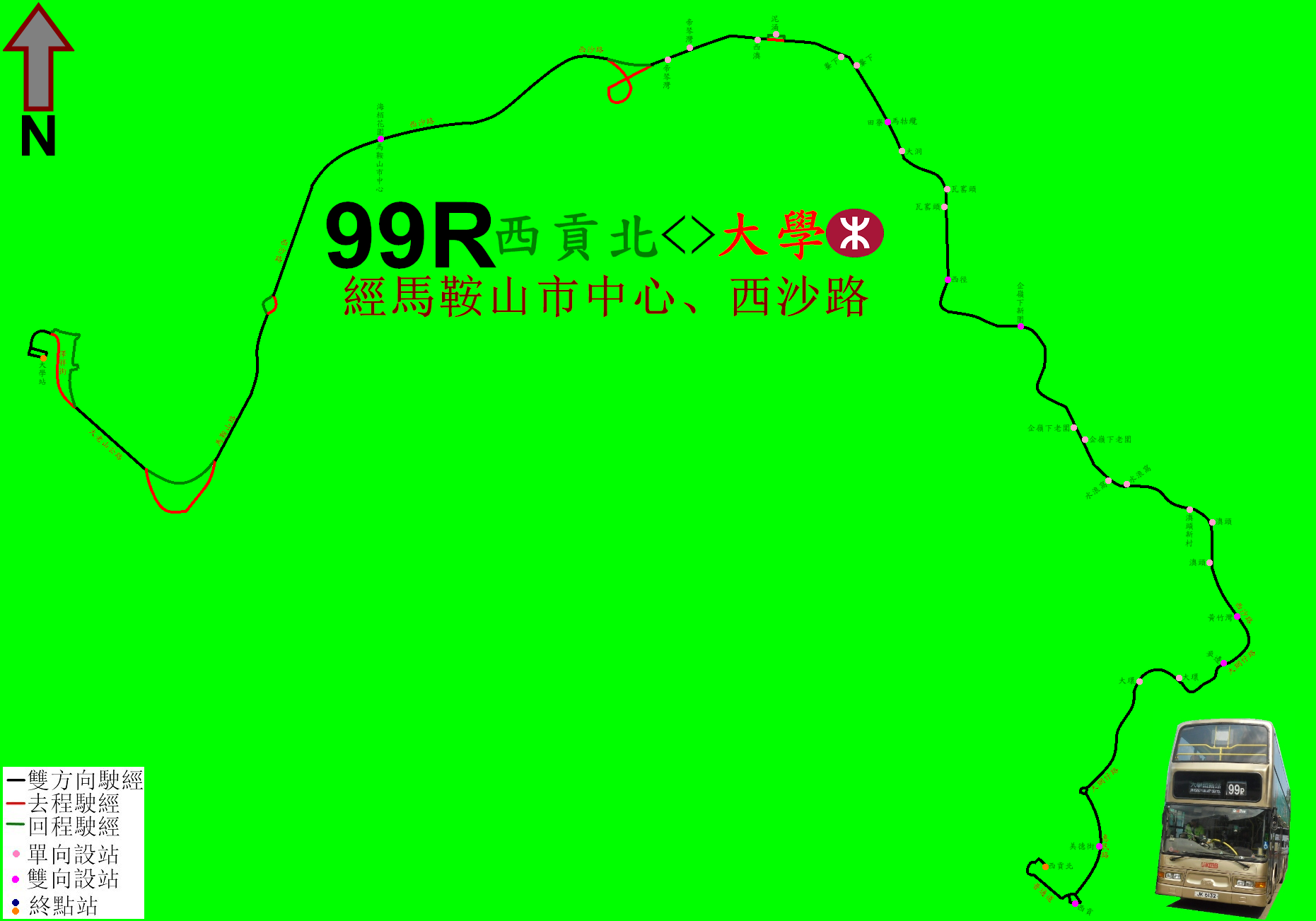
99R線的走線圖

大學站開經：澤祥街、大老山公路、馬鞍山路、西沙路、大網仔路、普通道、福民路、西貢公共運輸交匯處、福民路#、普通道#及美裕街。
（# 根據交通情況可能改行惠民路，再左轉大網仔路前往西貢（北）巴士總站。）
西貢（北）開經：美裕街、普通道#、福民路、西貢公共運輸交匯處、惠民路、大網仔路、西沙路、馬鞍山路、大老山公路及澤祥街。
（# 根據交通情況可能改行大網仔路，再右轉惠民路前往西貢巴士總站。）
具體停站請參考資訊框。

## 外部連結
- 九巴99R線
- 681巴士總站 - 九巴99R線 （页面存档备份，存于）